# Vojska tame
Vojska tame (eng. Army of Darkness) američka je horror avantura s elementima komedije iz 1993. godine. Film je nastavak The Evil Deada i Evil Deada II. Scenarij su napisali Sam i njegov brat Ivan Raimi, producirao ga je Robert Tapert, a režirao ga je Sam Raimi. Glavnu ulogu opet ima Bruce Campbell kao karizmatični i ekscentrični Ash Williams. Iako je nastavak prva dva Evil Dead filma, nije toliko nasilan i krvav.
Army of Darkness imao je mnogo veći budžet od prijašnjih nastavaka. Procijenjen je na $11,000,000;  Evil Dead II ima je budžet od $3,500,000, a The Evil Dead samo $350,000. Na box-ooficeu film nije postigao veliki uspjeh s domaćom zaradom od samo $11,501,093. Ali, nakon video izdanja postiže kultni status, a broj obožavatelja filma raste.

## Radnja
Protagonist, Ash Williams, koji je otkrio Necronomicon još znan kao Knjiga Mrtvih i oslobodio demonske sile u prijašnjim nastavcima, biva usisan, zajedno sa svojim automobilom, u vremenski vrtlog i nađe se u prošlosti, točnije u 1300. godini. Pronalaze ga vitezovi kralja Arthura, koji vjeruju da je on heroj, "Čovjek koji je pao s neba", kojemu je suđeno da oslobodi ljudski rod od demona i zlih sila. No, ako i u prijašnja dva nastavka, početak filma Army of Darkness (odnosno završetak Evil Deada II) je malo izmijenjen.
Ash ne biva dočekan kao spasitelj, već kao izdajica i uhoda. Naime, vitezovi kralja Arthura misle da je on špijun kraljeva neprijatelja, vojvode Henryja Crvenog. Ash je, zajedno s vojvodom, zarobljen, a oružja su mu oduzeta, i biva odveden u dvorac. Jedini koji mu vjeruje je svećenik, koji sačuva njegovu motornu pilu i sačmaricu. Ash je bačen u jamu, u kojoj se mora boriti protiv Deaditea i jedva izvuče živu glavu, kada mu svećenik vrati njegova oružja. Po izlasku iz jame, Ash zaplaši stanovništvo svojom sačmaricom, te naredi da se vojvoda Henry Crveni oslobodi.
Jedini način da se zlo zaustavi te da se Ash vrati u svoje vrijeme jest da se domognu Necronomicona, koji se nalazi na zloglasnome groblju. No, važno je da prije uzimanja knjige izreče sljedeće riječi: "Klaatu varata nikto" (posveta klasičnom SF filmu, The Day the Earth Stood Still). Tijekom Ashova pripremanja za pothvat, upusti se u ljubavnu vezu s lokalnom ženom, gospom Sheilom.
Ash stiže do napuštenog mlina, gdje ga napadnu nekoliko centimetara visoki klonovi njega samoga, a zatim se iz njegova tijela odvoji još jedan Ash - Zli Ash (pogledaj Zli Ash). Iz sukoba kao pobjednik izlazi "dobri" Ash. Ash napokn stiže do lokacije Necronomicona. No, umjesto jedne nailazi na tri knjige. Nakon bolna iskustva s lažnim knjigama, Ash pronalazi pravu. No, zaboravio je točne riječi koje mora izreći, te budi Vojsku Mrtvih.
Uspjeva pobjeći i vratiti se u dvorac s knjigom, no Vojska Mrtvih, pod vodstvom oživljenog Zlog Asha zarobljava Sheilu i planira napad na dvorac kralja Arthura. Ash odlučuje uzvratiti udarac. Uz pomoć znanosti, tj. knjiga iz kemije i inženjerstva koje su se nalazile u prtljažniku njegova Oldsmobilea, Ash stvara barut, a svoj automobil pretvara u oklopljeno ratno vozilo pokretano uz pomoć parnog stroja kojega je također izumio. Vojske kralja Arthura i Henryja Crvenog se ujedine i pod Ashovim vodstvom zadaju konačan poraz Vojsci Mraka. Svećenik stvara napitak koji će Asha vratiti u njegovo vrijeme. Jedna kapljica napitka uzrokuje stoljetni san, ali čovjek ne stari dok spava.

### Završeci
Postoje dva različita završetka filma Army of Darkness. Originalni, koji se nalazi na redateljevoj verziji filma, i alternativni, koji se nalazi u kino verziji.
- ORIGINALNI ZAVRŠETAK: Ash odlazi u špilju, gdje namjerava popiti napitak i probuditi se u svome vremenu. No, pažnju mu odvuče manji odron kamenja, te zabunom popije kapljicu previše. Budi se u budućnosti, u post-apokaliptičnom svijetu gdje je Zemlja uništena, a ljudi istrijebljeni. Ash zavrišti: "I slept too long!!!" (Spavao sam predugo!!!), te se počne histerično smijati.

- ALTERNATIVNI ZAVRŠETAK: Ash se nalazi u svome vremenu i ponovno radi kao službenik u supermarketu S-Mart gdje prepričava svoju priču drugim zaposlenicima. Na pitanje da li je ovaj puta izrekao točne riječi, Ash odgovara: "Možda nisam izrekao svaki pojedini slog, ali da... recimo da jesam.", čime se naslućuje da će opet nešto poći po zlu. Približava mu se jedna zgodna službenica, kada market napadne žena opsjednuta demonom. Ash uzima sačmaricu s police i ubije ju. Službenica mu pada u naručje, a Ash je strastveno poljubi uz riječi "Hail to the King, Baby!" (Pozdrav kralju, dušo!).

## Produkcija
Planovi za izradu trećeg Evil Dead nastavka pojavili su se prije snimanja Darkmana. Scenarist i redatelj Sam Raimi ideje je izvlačio iz različitih izvora, uključujući litarturu poput 
A Connecticut Yankee in King Arthur's Court i Gulliverova putovanja Jonathana Swifa, te filmova kao The Seventh Voyage of Sinbad, Jason i Argonauti i The Three Stooges.
Prema Bruceu Campbellu, povratak Asha u prošlost bio je planiran već u drugom nastavku, ali je izbačen iz konačne verzije filma zbog premalena budžeta. Čak je i radni naslov trećeg nastavka bio Evil Dead II: Army of Darkness, kojega je smislio Irvin Shapiro tijekom produkcije Evil Deada II.
Većina scenarija dovršena je 1988. godine. Nakon završetka Darkmana, Raimi dorađuje scenarij sa svojim bratom Ivanom Raimijem, s kojim je surađivao na snimanju filmova Darkman i Easy Wheels. Sam je izjavio kako Ivan ima dobar smisao za razvoj likova, te da je unio mnogo humora u scenarij. U ranim verzijama scenarija radnja se trebala odvijati u kolibi iz drugog dijela. No, filmska ekipa je odlučila kako ipak vrijedi riskirati te premjestiti cijelu radnju u prošlost.
Međunarodna zarada Evil Deada II bila je dovoljna da Dino de Laurentis odluči financirati nastavak. Raimi je bio razočaran suradnjom s Universal Picturesom tijekom rada na Darkmanu. Početni planirani budžet bio je $8,000,000, ali tijekom pred-produkcije postalo je očito da to neće biti dovoljno. Darkman je također bio uspješan, pa Uiversal Pictures prisataje dati pola ukupnog iznosa od zatraženoih $12,000,000. No, radovi na specijalnim efektima natjerali su da Raimija, Campbella i Roberta Taperta da se odreknu djela svojih novčanih naknada ne bi li sakupili još $1,000,000 za snimanje alternativnog završetka, ali su morali odustati od scene u kojoj opsjednuta žena ruši ogromne kamene stupove.
Snimanje se odvijalo na filmskim setovima u studiju i na lokacijama. Army of Darkness sniman je u kanjonu Bronson i Parku prirode Vasquez Rock. Snimke unutrašnjosti odrađene su tehnikom frontalne projekcije, gdje se zbivanja u prvom planu spajaju s ranije snimljenim snimkama pozadine. Raimi je odabrao ovaj način snimanja kao posvetu stop-motion animaciji Raya Harryhausena. Ova tehnika dala je mnogo uvjerljivije specijalne efekte od onih prikazanih u prijašnjim nastavcima.
Snimanje Army of Darknessa počelo je sredinom 1991., a trajalo je oko 100 adana. Snimalo se sredinom ljeta, pa je tijekom snimanja scena na lokaciji blizu Actona, Kalifornija, na rubu pustinje Mojave, na kojoj je izgrađen veliki dovorac, filmska ekipa morala podnositi vrlo visoke vrućine i temperature tijekom dana, a niske temperature i hladnoću tijekom noći. Snimanje je bilo posebno naporno za Campbella koji je orao naučiti složenu koreografiju borbi, koja je uključivala pamćenje sustava brojeva, jer se glumac često "borio" s protivnicima kojih zapravo nije bilo, nego su bili naknadno ubačeni u snimak. Neke scene su se trebale ponavlajti i do 40-ak puta.
Nakon završetka snimanja, glazbu za Army of Darkness napisao je Joseph LoDuca, iako je glavnu temu kompozirao Danny Elfman.

## Post-produkcija
Dok je Dino de Laurentis dao Samu Raimiju i filmskoj ekipi potpunu slobodu u snimanju filma, Universal Pictures je preuzeo kontrolu tijekom post-produkcije. Universal nije bio zadovoljan Raimijevom verzijom jer im se nije sviđao njegov originalni kraj i smatrali su ga "depresivnim". Zato je drugi, dretniji završetak snimljen mjesec dana nakon završetka snimanja samoga filma. Snimalo se u trgovini u Malibuu oko tri ili četiri noći. Zatim, dva mjeseca nakon toga, počelo je ponovno snimanje određenih scena, uključujući Asha u mlinu i scene s Bridget Fondom, s preostalim budžetom.
No, Raimi je trebao dodatnih $3,000,000 da dovrši film, što Universal nije bio voljan uložiti. U prilog cijeloj situaciji nije išla ni činjenica da je de Laurentis bio u svađi s Universalom oko prepisivanja prava na lik Hannibala Lectera, koje im on nije htio dati, te studio nije mogao započeti sa snimanjem nastavka filma The Silence of The Lambs. Kao posljedica toga, izdavanje Army of Darknessa odgođena je s ljeta 1992. na veljaču 1993.
Raimi je imao daljnjih problema s Motion Picture Association of America (MPAA) koji određuju dobnu oznaku za filmske uratke. MPAA dao je filmu oznaku NC-17 (Zabranjeno za mlađe od 17 godina) zbog scene u kojoj je demonu odsječena glava na početku filma, ali Universal je htio oznaku PG-13 (Neke scene mogu biti uznemirujuće za mlađe od 13 godina). Raimi je bio prisiljen izrezati neke scene ali opet nije dobio PG-13 oznaku, već R (Mlađi od 17 godina samo uz pratnju starije osobe). Universal je dao film vanjskim urednicima, koji su film još skratili, na 81 minutu trajanja, te još jednu verziju od 87 minuta trajanja. Potonja je bila puštena u kino distribuciju. Naposljetku, Army of Darkness dobio je oznaku R kao konačnu.

## Redateljeva verzija
Redateljeva verzija izdana je na raznim DVD izdanjima. Iako to nije izvorna redateljeva verzija, zapravo je međunarodna verzija izdana diljem svijeta. Trajanje ove verzije je 93. minuta. naspram kino verzije koja traje 81 (češće) ili 87 minuta (rjeđe). Uključuje nekoliko novih scena i produžetaka starih. 
Promjene su sljedeće:
- Scena u jami gdje se Ash bori protiv demona je krvavija i nasilnija
- Dodana je ljubavna scena između Asha i Sheile (ova scena nalazi se i na kino verziji u trajanju od 87 minuta)
- Produžena scena u mlinu
- Produženi Ashov govor na krovu dvorca
- Bitno izmijenjen završetak

Postoji još i alternativni početak filma, gdje Ash objašnjava što mu se sve dogodilo. Ovaj početak je više u Evil Dead stilu, dakle puno mračniji, a nalazi se na raznim DVD izdanjima kao dodatak Izbačene scene.
MGM-ovo izdanje filma za Hong Kong mješavina je američke (81 minuta), europske (87. minuta) i redateljeve (93 minute) verzije, u ukupnom trajanju od 96 minuta. Izdanje je digitalno obrađeno, što nije bio slučaj s izdanjem distributera Anchor Bay.

## Popularna kultura
Army of Darkness zadobio je ogroman kult obožavatelja od datuma svojeg izdavanja. Među ostalom, replike koje Ash izgovara u filmu često su citirane i u drugijim medijima. Npr., u videoigri Duke Nukem 3D, glavni junak Duke Nukem nekoliko puta tijekom igre izgovara rečenice iz filma, poput "Hail to the king, baby!", te je inspiriran (barem djelomično) likom Asha.
U episodi Jimmyja Neutrona, Carl recitira riječi "Klaatu verata nikto" (originalno su riječi upotrijebljene u filmu The Day the Earth Stood Still, SF klasiku iz 50-ih). Također, u alternativnoj, akustičnoj verziji pjesme Coheeda i Cambrie nazvanoj Junesong Provison fraza, "All right you primitive screwheads, listen up! See this? This...is my boomstick!" upotrijebljena je tijekom uvoda. 
Finski rock sastav Lordi ima pjesmu nazvanu The Deadite, što je možda referenca na film. Spot za pjesmu Blood Red Sandman očita je posveta Evil Deadu.
Američka putujuća motoristička ekipa preuzela je ime Army of Darkness, a njihove avanture mogu se pratiti u magazinu Roadracing World.

## Stripovi
Army of Darkness ima nekoliko strip adaptacija.
- Army of Darkness (strip adaptacija filma)
- Army of Darkness: Ashes 2 Ashes
- Army of Darkness: Shop Till You Drop Dead
- Darkman vs. Army of Darkness
- Army of Darkness vs. Re-Animator
- Army of Darkness: Old School
- Marvel Zombies vs. The Army of Darkness

## Vanjske poveznice
- Vojska tame u internetskoj bazi filmova IMDb-a
- Vojska tame - retrospektiva
- Army of Darkness RPG  Arhivirana inačica izvorne stranice od 29. lipnja 2007. (Wayback Machine) - proizvođač Eden Studios.
- Recenzije  Arhivirana inačica izvorne stranice od 11. svibnja 2008. (Wayback Machine) na StillTwitching.com